# Kurixalus berylliniris
Kurixalus berylliniris es una especie de anfibios de la familia Rhacophoridae. Es endémica del este de la isla de Taiwán. Su rango altitudinal oscila entre 225 y 1250 m s. n. m..